# Баффі Ді
Баффі Ді (англ. Buffy Dee; 15 вересня 1923, Міддлтаун, округ Орандж, Нью-Йорк — листопад 1995, Маямі, США) — італо-американський актор та музикант, справжнє ім'я Ентоні Ніколас ДеСантоло.

## Біографія
Народився Ентоні ДеСантоло у місті Міддлтаун (округ Орандж, Нью-Йорк). У дитинстві Ентоні хворів на поліомієліт і деякий час був прикований до інвалідного візка. Хоча йому вдалося одужати, у нього залишилася легка кульгавість. У 20 років він переїхав до Маямі, де закінчив навчання в Університеті Маямі в галузі права. Вже після закінчення університету він працював юристом та суддею в окружному суді Маямі-Дейд. Трохи пізніше приєднався до музичного гурту італійського музиканта Кармена Кавалларо як барабанник і знявся у декількох фільмах і телесеріалах.
На початку листопада 1995 року Баффі Ді помер від раку легенів. Був одружений з Елеонорою Корн. Дітей не мав.

## Фільмографія
| Рік  |    | Українська назва         | Оригінальна назва    | Роль                                              |
| ---- | -- | ------------------------ | -------------------- | ------------------------------------------------- |
| 1993 | тф |                          | Extralarge: Diamonds | Отримувач                                         |
| 1989 | ф  |                          | Nightmare Beach      | Третій клієнт Кімберлі                            |
| 1988 | ф  |                          | Miss Caribe          | Райдуга                                           |
| 1986 | ф  | Алладін                  |                      | Викрадач                                          |
| 1985 | ф  | Суперполіцейські з Маямі |                      | Панчо                                             |
| 1984 | ф  | Поліція Маямі            |                      | Міккі, 1 сезону, серія: «Одноокий Джек»           |
| 1983 | ф  | Завжди готові            |                      | К-1                                               |
| 1980 | ф  | Суперполіцейський        |                      | Продавець квитків на ярмарку                      |
| 1980 | ф  |                          | Hardley Working      | C.B.                                              |
| 1976 | ф  | Мако: Щелепи смерті      |                      | Барні                                             |
| 1975 | ф  | Смурф Мерфі              |                      | Бакс                                              |
| 1975 | ф  |                          | Caribe               | Таскі, епізод: «The Plastic Connection»           |
| 1975 | ф  | Спостерігач              |                      | Сам Базука                                        |
| 1974 | с  | Коджак                   |                      | Катонскі, 2 сезон, епізод: «The Best War in Town» |
| 1973 | ф  | Крижана леді             |                      | Тоні Лакава                                       |
| 1962 | ф  | Усе руйнується           |                      | Лейтенант поліції                                 |